# Steinreihe von Rossnakilla
Die Steinreihe von Rossnakilla und der Menhir von Rossnakilla stehen im Townland Rossnakilla (irisch Ros na Coille) südlich von Macroom im County Cork in Irland.

## Steinreihe
Die Steinreihe ist in nahezu perfektem Zustand und steht auf dem ebenen Kamm eines Hügels, mit Blick auf ein Tal des Flusses Lee. Die etwa 7,4 m lange Reihe besteht aus drei Steinen.
- Der nordöstliche Stein ist 2,05 m hoch, 1,1 m breit und 0,35 m dick.
- Der 1,85 m entfernte mittlere Stein ist 1,65 m hoch 1,1 m breit und 0,85 m dick.
- Der 2,85 m entfernte südwestliche Stein ist der höchste. Er ist 2,1 m hoch, 1,5 m breit und 0,65 m dick. An seiner Basis befindet sich ein kleiner Quarzstein mit Ritzungen die Petroglyphen sein könnten.

## Menhir
Der Menhir (englisch Standing stone) befindet sich etwa 40 m nordöstlich der Steinreihe. Er ist 1,7 Meter hoch, 1,5 Meter breit und 30 Zentimeter dick und neigt sich etwas nach Westen.